# Olios phipsoni
Olios phipsoni là một loài nhện trong họ Sparassidae.
Loài này thuộc chi Olios. Olios phipsoni được Mary Agard Pocock miêu tả năm 1899.